# 館哲二

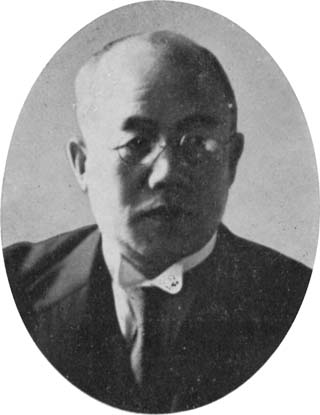
館哲二

館 哲二 （たち てつじ、1889年8月18日 - 1968年9月27日）は、日本の内務官僚・政治家。参議院議員（3期）、府県知事。旧姓・木津。

## 経歴
富山県高岡市出身。木津太郎平の二男として生まれ、後に館萩江の入夫となり改姓。富山県立高岡中学校、第一高等学校を経て、1914年（大正3年）7月、東京帝国大学法科大学政治学科を卒業。同年11月、内務省に入り岐阜県属として内務部学務兵事課に配属された。1917年（大正6年）10月、文官高等試験に合格した。
1918年（大正7年）4月、岐阜県警部となる。以後、同県警視・警務課長兼工場課長、同県内務部産業課長、神奈川県外事課長、茨城県知事官房文書課長兼内務部社会課長、内閣書記官、内閣官房記録課長、同総務課長などを歴任。
1931年（昭和6年）12月に 第27代鳥取県知事に任命。以降、第32代石川県知事・神社局長・第31代東京府知事を経て、1938年（昭和13年）に内務次官となる。翌年9月に内務次官を辞任し退官。その後、軍人援護会理事長、同胞援護会副会長兼理事長を務めた。
戦後、1947年（昭和22年）4月に、公選初代の富山県知事に選出。同年10月、富山県に昭和天皇の戦後巡幸があり、随行役を務めるが、翌11月に公職追放を受けて富山県知事を辞任。追放解除を経て、1951年（昭和26年）11月の第2回参議院議員通常選挙補欠選挙（富山県選挙区）に出馬。当選して、3期務める。この間、参議院地方行政委員会理事・参議院予算委員長・参議院地方行政委員長・参議院予算委員長・参議院決算委員会委員を務める。
参議院議員在任中の1960年（昭和35年）、その年の4月に独立したばかりのトーゴで開催された独立記念式典に特派大使として参列。
1962年（昭和37年）5月に紺綬褒章を受章し、木杯一組台付（桐紋）を拝受。1965年（昭和40年）11月には銀杯一組（菊紋）を拝受し、1968年（昭和43年）に死去し79歲た際に従三位勲一等瑞宝章を受章した。

## 親族
- 兄：木津太郎平（衆議院議員、富山県高岡市長）[3]
- 長男：館龍一郎（経済学者、東京大学教授）